# Jean Rigal (Politiker)
Jean Rigal (* 28. Juni 1931 in Rodez, Département Aveyron; † 8. Februar 2015 ebenda) war ein französischer Politiker.
Der Mediziner Jean Rigal wurde in einer Nachwahl zum 30. November 1980 als Nachfolger des ausgeschiedenen Robert Fabre für die Parti radical de gauche (PRG) in die französische Nationalversammlung gewählt. Er war von 1980 bis 2002 für einen Zeitraum von sechs Amtsperioden Abgeordneter des zweiten Wahlbezirks des Départements Aveyron, zuletzt hatte er sich der Gruppe der Radical-citoyen-vert (RCV) angeschlossen. Im Parlament gehörte er von 1986 bis 1993 dem Verteidigungsausschuss, von 1998 bis 2001 dem Ausschuss für auswärtige Angelegenheiten und von 1997 bis 2002 dem Finanzausschuss an. Rigal war ab 1981 Bürgermeister der Gemeinde Villefranche-de-Rouergue.